# Think About The Way (ICE MC-dal)
A Think About The Way a brit származású, de Olaszországban élő ICE MC 1994-ben megjelent kislemeze az Ice' n' green című albumról. A dal több slágerlistára is felkerült, többek között Németországban, Olaszországban, Svédországban, Hollandiában, Svájcban, az Egyesült Királyságban, és Írországban is. 
A dal Think About The Way (Bom Digi Bom...) címmel jelent meg, mely a dalszöveg első versszakaira utal.
A dal 1996 szeptemberben újra kiadásra került, miután szerepelt a Trainspotting című filmben. A dal nagyobb siker lett, mint az eredeti kiadás, és slágerlistás helyezést is elért, úgy mint az Egyesült Királyságban, ahol 38. helyet ért el.

## Feldolgozások
A Trance Dj és producer Virtual Vault új változatot készített az eredeti dalból, mely 2010-ben jelent meg. A német Groove Coverage 2011-ben a dalt újra gondolta, melyben Rameez vokálozott. A dal Németországban az 54. helyig jutott a slágerlistán, és a klubokban is népszerűségnek örvendett.
2012-ben az iráni-svéd származású Arash She Makes Me Go címmel kiadta a dalt, teljesen új szöveggel, melyben Sean Paul is közreműködött.  A dalt 2013 február 15-én szintén kiadták az Universal Music kiadó jóvoltából, és több európai országban is helyezést ért el.

## Megjelenések
12"  Olaszország DWA 01.32
- A Think About The Way (Extended Mix) - 7:08
- B1 Think About The Way (Doop Dibsy Dub Mix) - 3:20
- B2 Think About The Way (Radio Mix) - 4:16
- B3 Think About The Way (Acappella) - 4:18

12" (Boom Di Di Boom Remixes)  Németország Polydor 853 441-1
- A Think About The Way (Noche De Luna Mix) - 6:22
- B Think About The Way (Pumped Up Club Mix) - 5:58

MC Single  Mexikó MUSART CEMI 1156
- Think About The Way (Radio Mix) - 4:16
- Think About The Way (Extended Mix) - 7:08
- Think About The Way (Doop Dibsy Dub Mix) - 3:20
- Think About The Way (Acappella) - 4:18
- Think About The Way (H F Mix)	- 8:15

## Slágerlista

### Legmagasabb helyezések
| Slágerlista (1994)                 | Legmagasabb helyezés |
| ---------------------------------- | -------------------- |
| Olaszország (FIMI)                 | 3                    |
| Németország (Media Control Charts) | 14                   |
| Ausztria (Ö3 Austria Top 40)       | 22                   |
| Franciaország (Single Top 100)     | 14                   |
| Svédország (Sverigetopplistan)     | 13                   |
| Finnország (Singlet Top 20)        | 18                   |
| Svájc (Schweizer Hitparade)        | 10                   |

## Külső hivatkozások
- A dal szövege a Metrolyrics oldalán[14]
- Videóklip a YouTube oldalán[15]